# 二崙 (雲林縣大字)
23°46′12″N 120°24′47″E / 23.770063°N 120.413143°E
二崙，原稱為二崙仔，是台灣雲林縣二崙鄉的一個傳統地域名稱，也是全鄉行政中心所在地，位於該鄉中部偏東南。相較於今日行政區，其範圍大致包括崙西村不含西南部及東北端、崙東村不含北端及南端、田尾村西部凸出部分。

## 歷史
台灣清治末期至日治初期，二崙地區為一街庄，稱為「二崙仔庄」，隸屬於布嶼堡。該庄北與大義崙庄、永定厝庄為鄰，東與社口庄、下湳庄為鄰，南邊為田尾庄、三塊厝庄，西邊為惠來厝庄。。
1901年（日治明治三十四年）11月，全台廢縣廳改設二十廳，該庄隸屬於斗六廳。1903年（明治三十六年）6月，該庄編入「油車區」，隸屬於斗六廳。1909年（明治四十二年）10月，合併二十廳為十二廳，油車區改隸屬於嘉義廳。1920年（大正九年），全台地方制度大改正，廢十二廳改設五州二廳，該庄改制並簡化為「二崙」大字，隸屬於臺南州虎尾郡二崙庄。
戰後二崙庄改制為二崙鄉，隸屬於臺南縣，大字亦改制為村。1950年10月，雲、嘉、南分治，二崙鄉改隸屬雲林縣。

## 聚落
本地區發展較早的聚落有二崙仔、下庄仔等，在日治期初期的官方地圖上已有記載。

## 交通
縣道154甲線（中山路一段、仁和路）是西螺鎮埔心至崙背的道路，大致以東北—西南走向由本地區東北部邊界入境後，轉南微西繞大彎再轉西南西，至本地區西部邊界中央略偏南處轉西北西出境。由該道路向東北可前往社口與永定厝交界地帶、社口、埔心南郊並止於縣道154號大彎道路口；向西北西轉西南微西再轉西南西可前往惠來厝中南部、羅厝中北部、崙背市區並止於縣道156號路口。
鄉道雲18線（民權路、中山路、中華路）是湳底寮至下湳的道路，大致以西北西—東南東走向由本地區西部邊界中央地帶入境後轉東，經鄉道雲30線路口後轉東北，經鄉道雲27線終點路口後轉東南再轉東，至中山路路口轉東北東，至中華路路口轉南南東再繞大彎轉東南東，經鄉道雲33線起點路口、縣道154甲線路口、高鐵高架橋下後續行以至出境。由該道路向西北西可前往惠來厝中北部、八角亭並止於該地區西南部湳底寮聚落西側的鄉道雲15線轉角路口；向東南東可前往下湳並止於該地區東部近邊界地帶的縣道145號路口。
鄉道雲20線（惠來路）是崙背至二崙的道路，其東側端點（終點）位於本地區西部邊界外緣的縣道154甲線轉角路口。由此向西北西入境一小段後出境，可前往惠來厝、羅厝北部並止於該地區西部的縣道156號路口（崙背東郊）。
鄉道雲27線（中正路）是油車至二崙的道路，其南側端點（終點）位於二崙聚落中央偏西的鄉道雲18線路口。由此向西北蜿蜒而行，經鄉道雲30線路口後出聚落續行，至本地區西部邊界北段後沿邊界而行，出境後可前往大義崙並止於其北部邊界地帶的鄉道雲19線路口。（油車聚落南郊）
鄉道雲30線（裕民路、民生路287巷）是頂茄塘至湳仔的道路，大致以東北微東—西南微西走向由本地區北部邊界過大義崙大排裕民一橋入境後轉西南微南，至二崙聚落西側經鄉道雲27線路口後轉南微東，再經鄉道雲18號路口後，出境一小段並經縣道154甲線路口，再於本地區西部邊界經鄉道雲31線路口後入境，經本地區西南部於本地區南部邊界出境。由該道路向東北微東可前往永定厝東南端、社口並止於該地區北部邊界中央地帶外緣的縣道154甲線路口（頂茄塘聚落東郊）；向南微東可前往田尾地區的湳仔聚落西側並止於縣道156號路口。
鄉道雲31線（民生路）是二崙至十八張犁的道路，其北側端點（起點）位於二崙聚落西南部的縣道154甲線舊線（中山路）路口。由此向南南西至本地區西部邊界南段經縣道154甲線路口後大致沿邊界而行，經鄉道雲30線路口後續直行以至於本地區西南角出境，可前往三塊厝地區東部的十八張犁聚落並止於縣道156號路口。
鄉道雲33線（民族路）是二崙至吳厝的道路，其北側端點（起點）位於二崙聚落中部偏東南的鄉道雲18線路口。由此向南南東直行，經縣道154甲線路口後出聚落續行，出境後可前往田尾、吳厝並止於縣道156號路口。

## 學校
- 二崙國中
- 二崙國小

## 文化資產
- 原二崙派出所（縣定古蹟）